# Albert Kidd
Albert Kidd (Dundee, 19 ottobre 1961) è un ex calciatore scozzese, di ruolo attaccante.

## Carriera
Inizia la carriera professionistica all'età di 16 anni con il Brechin City, con cui gioca 18 partite nella terza divisione scozzese; dopo una sola stagione viene ceduto all'Arbroath, club della seconda divisione scozzese, categoria nella quale nell'arco di due stagioni realizza 19 gol in 95 presenze. Passa quindi al Motherwell, sempre in seconda divisione, dove realizza ulteriori 18 gol in 53 partite nell'arco del biennio.
Nell'estate del 1981 viene ceduto al Dundee, club neopromosso nella prima divisione scozzese; gioca in questa categoria con il Dundee fino al termine della stagione 1985-1986, con un bilancio totale di 115 presenze e 12 reti in campionato. Nella sua ultima partita in assoluto con la maglia del Dundee, il 3 maggio 1986, realizza una doppietta, risultando decisivo ai fini dell'assegnazione del campionato scozzese; il Dundee ospitava infatti la capolista Hearts, prima con 2 punti di vantaggio sul Celtic e con una differenza reti migliore di 4 reti rispetto a quella dei biancoverdi, rendendo quindi di fatto sufficiente la conquista di un punto per la vittoria del campionato (o di una sconfitta, in caso di vittoria con meno di 4 gol di scarto del Celtic). Nell'occasione, il Celtic vinse per 5-0 sul campo del St. Mirren, mentre l'Hearts, che non perdeva una partita dal 28 settembre 1985, mentre l'Hearts, dopo aver chiuso il primo tempo sul punteggio di 0-0 (con il Celtic che a fine primo tempo era in vantaggio di 4 reti, lasciando quindi virtualmente il club di Edimburgo in vantaggio), nel secondo tempo Kidd, che fino a quel momento non aveva segnato ancora nessun gol in campionato in quella stagione, subentrato al difensore Tosh McKinlay nel tentativo di conquistare la vittoria (che sarebbe servita al Dundee per provare a qualificarsi alla Coppa UEFA, impresa poi fallita grazie al contemporaneo successo dei Rangers), realizzò una doppietta (la sua prima ed unica in carriera nella prima divisione scozzese) negli ultimi 8 minuti di gioco, facendo di fatto vincere il campionato al Celtic per differenza reti. Grazie a questo episodio, Kidd, anche a distanza di anni, viene considerato come una sorta di mito sia dai tifosi del Celtic che da quelli dell'Hibernian, storici rivali cittadini dell'Hearts.
La partita del 3 maggio 1986 fu anche l'ultima in cui Kidd realizzò delle reti nel campionato scozzese: nella stagione 1986-1987 militò infatti nel Falkirk, dove in 15 partite di prima divisione non segnò nessun gol; si trasferì poi in Australia, dove per alcuni anni giocò nel West Adelaide.

## Palmarès

### Club

#### Competizioni regionali
- Forfarshire Cup: 1

Dundee: 1985-1986
- South Australia First Division: 2

West Adelaide: 1987, 1989
- South Australian SF Premier Cup: 3

West Adelaide: 1987, 1988, 1989
- South Australian Ampol Cup: 1

West Adelaide: 1988